# Homer the Smithers
«Homer the Smithers» (рус. Гомер как Смитерс) — семнадцатый эпизод седьмого сезона мультсериала «Симпсоны». Он вышел 25 февраля 1996 года.

## Сюжет
После вечеринки в честь спрингфилдских дрэг-гонок Смитерсу не удаётся защитить мистера Бёрнса от приставучего пьяного Ленни. Хотя Смитерс и пытается загладить вину на следующий день, ему снова не везёт и он пытается утопиться в кулере для воды. Бёрнс предлагает ему уйти в отпуск. В поиске замены, которая не затмит его, Смитерс намеренно выбирает Гомера. Работа помощника кажется Гомеру слишком требовательной, и Бёрнс постоянно ругает его за некомпетентность. Наконец Гомер не выдерживает, бьёт босса в лицо и убегает в панике домой.
Гомер возвращается, чтобы извиниться, но испуганный Бёрнс прогоняет его. Беспомощный Бёрнс учится делать всё сам, например, делать кофе и звонить по телефону. Вскоре он становится полностью самостоятельным и увольняет Смитерса, который вернулся из отпуска. Смитерс пытается найти другую работу, но всё же решает, что может быть счастливым, только работая на Бёрнса. Бёрнс и Гомер создают план, как вернуть Смитерса на работу. Он заключается в том, чтобы Бёрнс не повесил трубку во время разговора с его матерью (это Бёрнс делать не умеет), но план проваливается, когда Гомер случайно повесил трубку. Смитерс и Гомер подрались из-за глупости Гомера и Гомер случайно ударяется об чучело медведя, на котором спрятался Бёрнс, и тот вместе с чучелом выпал из окна. Бёрнс тяжело ранен, и снова нанимает Смитерса как помощника. В благодарность за помощь Смитерс посылает Гомеру корзину с фруктами.

## Культурные отсылки
- Когда Гомер рано утром встаёт, чтобы сделать для Бёрнса завтрак, он будит Мардж. Она говорит: «Гомерчик, сейчас 4:30 утра. „Пострелята“ начнутся в шесть». Это отсылка на сборник короткометражек «Пострелята». Однако в русской озвучке переводится просто как «сериал».
- Смитерс, пытаясь найти себе замену, использует компьютер Macintosh и операционную систему Mac OS.
- В конце эпизода, лёжа в гипсе, Бёрнс прерывает речь Смитерса, чтобы тот покормил его с ложечки. Это отсылка к концовке фильма «Заводной апельсин».

## Отношение критиков и публики
В своём первоначальном американском вещании эпизод стал 60-м, получив 8,8 миллионов по рейтингу Нильсена. Это был шестой самый высокий рейтинг шоу на канале Fox за ту неделю.
После выхода в свет эпизод получил в основном положительные оценки от телевизионных критиков. Дэйв Фостер из «DVD Times» сказал, что «в этом эпизоде мы видим, насколько зависим от Смитерса мистер Бёрнс». Он также добавил, что постановка и анимация сцены, где Гомер пытается извиниться перед Бёрнсом, «останется в памяти так же, как и все лучшие сцены сериала». Колин Якобсон из «DVD Movie Guide» насладился эпизодом, и прокомментировал: «Сомнения о гомосексуальности Смитерса сразу же развеются, как только вы увидите, как он проводит свой отпуск». Он также добавил: «Забавно видеть, как Смитерс заботится о Бёрнсе, и наблюдать, как Гомер заменяет Смитерса». Дженнифер Малковски из «DVD Verdict» считает лучшей частью эпизода сцену Смитерса в отпуске. В заключение она поставила оценку «A-». Авторы книги «I Can’t Believe It’s a Bigger and Better Updated Unofficial Simpsons Guide» Уоррен Мартин и Адриан Вуд назвали эпизод «замечательным и необычно непосредственным для такого сюрреалистического сезона».